# Edmund Burke Delabarre
Edmund Burke Delabarre (Dover-Foxcroft, 25 settembre 1863 – Providence, 16 marzo 1945) è stato un ricercatore e professore di psicologia statunitense.

## Biografia
Nato in un piccolo paesino del Maine, si iscrisse alla Brown University nel 1882 ma dovette lasciare dopo il suo primo anno a causa dello spostamento della sua famiglia a Conway, il che lo portò ad iscriversi all'Amherst College in cui si laureò nel 1883. Nei successivi sei anni lavorò molto in Europa passando dall'università di Berlino a quella di Friburgo, dove studiò con Hugo Münsterberg, alla Sorbona, dove studiò con Alfred Binet. Tornato negli USA, divenne dapprima, nel 1891, professore associato, e poi, nel 1896, professore ordinario di psicologia alla Brown University, la quale non aveva mai avuto un corso di psicologia.
Delabarre fu uno dei primi ad utilizzare macchie di inchiostro per stimolare l'immaginazione dei pazienti e fu un pioniere nello studio della percezione delle forme e dell'interazione tra processi mentali e movimenti involontari del corpo.

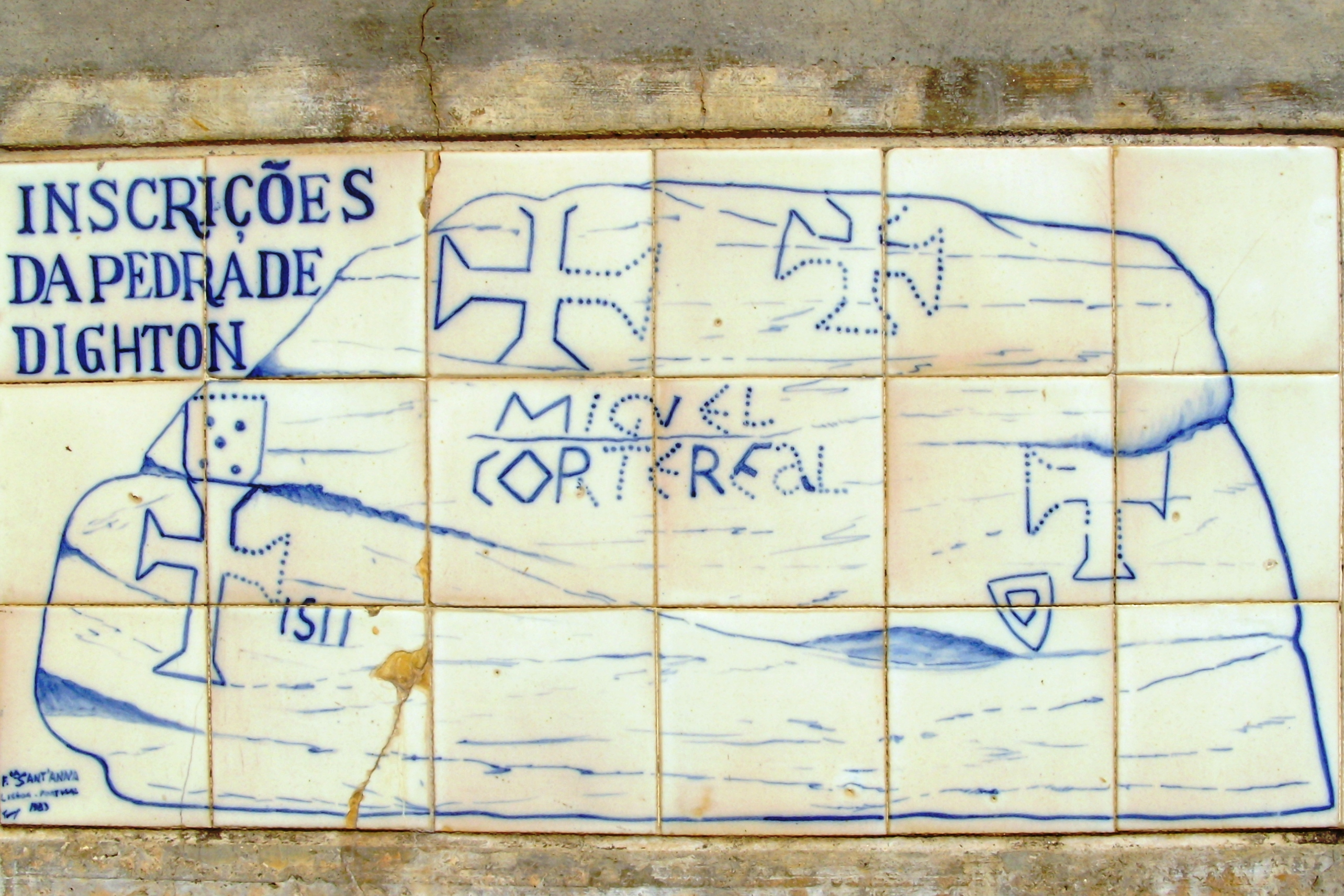
Interpretazione delle iscrizioni sulla Roccia di Dighton: un dettaglio della replica esposta al museo della Marina di Lisbona.

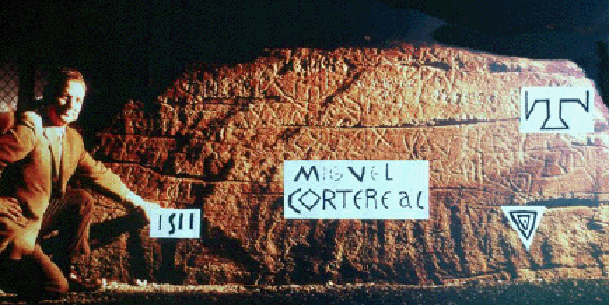
Il professor Delabarre mostra la propria decifrazione dell'iscrizione sulla Roccia di Dighton.

Le pubblicazioni che lo resero più famoso, soprattutto in Portogallo, riguardarono però la sua interpretazione dei petroglifi presenti sulla cosiddetta Roccia di Dighton, un masso di 40 tonnellate originariamente situato nel letto del fiume Tauton, nei pressi del comune di Berkley (facente parte della cittadina di Dighton), nel Massachusetts, sul quale sono iscritte soprattutto linee, forme geometriche, disegni schematici di persone e scritte la cui origine, sicuramente antica, è ancora oggi molto dibattuta. In un suo articolo del 1912 Delabarre sostenne che i petroglifi sulla Roccia di Dighton fossero la prova che Miguel Corte-Real, un esploratore portoghese dato per disperso nel 1502 al largo della costa di Terranova, avesse in realtà raggiunto il New England. Secondo Delabarre, infatti, le iscrizioni sulla roccia sarebbero messaggi abbreviati in latino la cui traduzione sarebbe:"Io, Miguel Cortereal, 1511. In questo luogo, per volere di Dio, sono diventato un capo degli indiani", tutto ciò corredato da diverse croci dell'Ordine del Cristo portoghese e da uno scudo che dovrebbe rappresentare lo scudo del principe Enrico il Navigatore. Di seguito l'iscrizione sulla roccia secondo Delabarre:
MIGUEL CORTEREAL v[oluntate] DEI
hic DUX IND[iorum]
1511
Ciò troverebbe riscontro in un antico racconto indiano registrato nel 1680 dal reverendo Jonh Danforth, secondo cui, nei tempi passati, uomini provenienti da una terra straniera erano giunti risalendo il fiume ed avevano ucciso i loro sachem, ossia i loro capi.

Sul suo lavoro di interpretazione di tali petroglifi Delabarre scrisse nel 1929 la sua opera riassuntiva Digthon Rock, e ciò gli valse la medaglia dell'Ordine di San Giacomo della Spada concessagli dal governo portoghese.

Tale interpretazione è stata comunque più volte smentita, ad esempio dal famoso storico statunitense Samuel Eliot Morison che, nel suo libro del 1971 intitolato "The European Discovery of America: The Northern Voyages", la rigetta con forza, e la maggior parte degli storici pensa oggi che Miguel Corte-Real abbia trovato la morte in un naufragio davanti alle coste nord-orientali del continente nordamericano nel 1502.
Ritiratosi a vita privata nel 1932, il professor Delabarre morì a Providence il 16 marzo 1945.

## Principali pubblicazioni
- Über Bewegungsempfindungen. Friburgo, Epstein, 1891
- The force and rapidity of reaction movement (with R. R. Logan and O. F. Reed). Psychological Review 4: 615-631, 1897
- Les laboratoires de psychologie en Amérique. L'Année Psychologique 1: 209-255, 1894
- Recent History of Dighton Rock Wilson and Son, Cambridge, MA. 1919. pdf